# Richtershof
Richtershof ist eine Hofschaft in der Stadt Leichlingen (Rheinland) im Rheinisch-Bergischen Kreis.

## Lage und Beschreibung
Richtershof liegt an der Landesstraße L294 am südwestlichen Ortsrand von Witzhelden im Bereich von Krähwinkel auf einen Höhenzug zwischen den Tälern des Wersbachs und des Weltersbachs, der hier im Oberlauf auch Krähwinkeler Bach genannt wird. Südlich von dem Ort entspringt der Windfocher Bach, ein Zufluss des Wersbachs. Nachbarorte sind neben Witzhelden  und Krähwinkel Wilhelmstal, Neukrähwinkel, Windfoche, Tirol, Krabbenhäuschen, Schneppenpohl, Metzholz, Sieferhof, Bechhausen, Dorffeld, Wersbach und Eichen.

## Geschichte
Die Topographische Aufnahme der Rheinlande von 1824 zeigt den Hof unbeschrift, die Preußische Uraufnahme von 1844 verzeichnen den Ort als Beckershaus. Windfoche gehörte zunächst zu den Orten des Kirchspiels Witzhelden in der Bürgermeisterei Burscheid. Aufgrund der Gemeindeordnung für die Rheinprovinz erhielt 1845 das Kirchspiel Witzhelden den Status einer Gemeinde, schied aus der Bürgermeisterei Burscheid aus und bildete ab 1850 eine eigene Gemeinde und Bürgermeisterei. 
Bei Richtershof stand seit dem ersten Drittel des 20. Jahrhunderts bis in die 1970er Jahre ein Wasserturm. Am 1. Januar 1975 wurde die Gemeinde Witzhelden mit Richtershof in Leichlingen eingemeindet.